# 潮騒静夜
『潮騒静夜』（しおさいせいや）は、スターダストレビュー50枚目のシングル。2009年11月18日に発売された。

## 収録曲
全作曲：根本要
1. 潮騒静夜
作詞：中村中
編曲：根本要/添田啓二
2. DONDON 素敵に
作詞：スターダストレビュー
編曲：添田啓二
3. 潮騒静夜（Instrumental）